# Dia Internacional de la Convivència en Pau
El Dia Internacional de la Convivència en Pau és un dia internacional que se celebra el 16 de maig.
L'Assemblea General de les Nacions Unides, reconeixent la necessitat d'eliminar totes les formes de discriminació i intolerància, en la resolució 72/130, va declarar el 16 de maig com el 'Dia Internacional de la Convivència en Pau', emfatitzant la important funció de la societat civil, inclosos el món acadèmic i els grups de voluntaris, en el foment del diàleg entre religions i cultures, i encoratjant que es recolzin mesures pràctiques que mobilitzin la societat civil, com la creació de capacitat, oportunitats i marcs de cooperació. El 5 de desembre de 2017 l'Assemblea General de les Nacions Unides a la Resolució 72/L.26 declara el 16 de maig 'Dia Internacional de la Convivència en Pau'.